# Beach Girls - Tutto in un'estate
Beach Girls è una miniserie TV trasmessa negli USA a partire dal 31 luglio 2005 da Lifetime Television e approdata in Italia su Italia 1 il 21 luglio 2007. La serie è basata sul romanzo più venduto di Luanne Rice. I protagonisti della miniserie sono Jack interpretato da Rob Lowe e Stevie Moore interpretata da Julia Ormond.

## Trama
Lo show parla di tre ragazze che trascorrono le loro estati insieme sulla piccola e tranquilla spiaggia della cittadina Hubbard's Point. Le tre Beach Girls (ragazze della spiaggia) vivono distanti una dall'altra e ognuno segue la propria strada. Fino a che la morte di una delle Beach Girls porta le altre due a riunirsi. Stevie Moore (Julia Ormond) era la migliore amica di Maddie, sorella di Jack, e dell'ora defunta moglie di Jack, Emma. La figlia di Emma e Jack, Nell (Chelsea Hobbs), fa visita a Hubbard's Point con il padre. Nell incontra Stevie e le racconta l'intera storia della morte di sua madre e gli eventi che seguirono quell'avvenimento. Jack non parla con sua sorella Maddie a causa del fatto che egli pensa che la donna sia la causa dell'incidente automobilistico in cui morì Emma. Maddie è infatti un'alcolizzata e alla fine è costretta ad affrontare il suo problema perché scopre di aspettare un bambino. Nel terzo episodio della serie Maddie decide infatti di seguire un programma di ricovero per gli alcolisti.

### Trama secondaria
- Nell incontra molti ragazzi della sua età a Hubband's Point, ognuno con la propria storia.
- Jack ha una relazione con una donna di nome Francesca, ma la loro storia finisce nell'episodio tre quando lei accusa Jack di non volersi fidanzare con lei ma con Stevie.
- La morte di Emma è forse ben più di un semplice incidente automobilistico.
- Nell ha due migliori amiche proprio come sua madre, Sky e Claire.
- Claire aveva avuto una relazione con un ufficiale di polizia, Marty, ma la storia finisce quando il ragazzo le chiede di mentire per salvarlo da un'accusa di violenza.
- Sky ha una relazione con un surfista, Cooper Morgenthal (Chris Carmack). Un video di Skye e Cooper mentre copulano finisce in Internet. La ragazza decide così di lasciarlo durante un party e torna a casa in lacrime.
- Il matrimonio di Maddie sta per frantumarsi dopo che suo marito l'accusa di essere troppo ossessionata dal fratello Jack.

## Puntate
La miniserie Beach Girls è composta da sei episodio, andati in onda in America nel 2005 e in Italia nel 2007.